# UCI ProSeries 2025
La UCI ProSeries 2025 es la sexta edición de la competición ciclista que agrupa las carreras que han obtenido la licencia ProSeries. Es el segundo nivel de competición en el orden de importancia del ciclismo de carretera masculino después del UCI WorldTour.
Se inició el 5 de febrero de 2025 en España con la Vuelta a la Comunidad Valenciana y finalizará el 19 de octubre de 2025 con la Clásica del Véneto en Italia. En principio, se disputarían 58 competencias en las categorías 1.Pro (Carrera de un día) con 24 carreras y 2.Pro (Carrera por etapas) con 34 carreras, otorgando puntos a los primeros clasificados de las etapas y a la clasificación final, aunque el calendario podría sufrir modificaciones a lo largo de la temporada con la inclusión de nuevas carreras o exclusión de otras.

## Equipos
Los equipos que pueden participar en las diferentes carreras depende de la categoría de las mismas. Los equipos UCI WorldTeam y UCI ProTeam, tienen cupo limitado para competir de acuerdo al año correspondiente establecido por la UCI, los equipos Continentales y selecciones nacionales no tienen restricciones de participación:

## Calendario
Las siguientes son las carreras que componen el calendario UCI ProSeries para la temporada 2025 aprobado por la UCI.

### Febrero
| UCI ProSeries 2025 - febrero |                                  |       |                   |                       |
| Fecha                        | Carrera                          | Clase | Ganador           | Equipo                |
| ---------------------------- | -------------------------------- | ----- | ----------------- | --------------------- |
| 5-9                          | Vuelta a la Comunidad Valenciana | 2.Pro | Santiago Buitrago | Bahrain Victorious    |
| 8-12                         | Tour de Omán                     | 2.Pro | Adam Yates        | UAE Emirates XRG      |
| 16                           | Clásica de Almería               | 1.Pro | Milan Fretin      | Cofidis               |
| 16                           | Figueira Champions Classic       | 1.Pro | António Morgado   | UAE Emirates XRG      |
| 19-23                        | Vuelta al Algarve                | 2.Pro | Jonas Vingegaard  | Visma \| Lease a Bike |
| 19-23                        | Vuelta a Andalucía               | 2.Pro | Pavel Sivakov     | UAE Emirates XRG      |

### Marzo
| UCI ProSeries 2025 - Marzo |                          |       |                  |                       |
| Fecha                      | Carrera                  | Clase | Ganador          | Equipo                |
| -------------------------- | ------------------------ | ----- | ---------------- | --------------------- |
| 1                          | Faun-Ardèche Classic     | 1.Pro | Romain Grégoire  | Groupama-FDJ          |
| 2                          | La Drôme Classic         | 1.Pro | Juan Ayuso       | UAE Emirates XRG      |
| 2                          | Kuurne-Bruselas-Kuurne   | 1.Pro | Jasper Philipsen | Alpecin-Deceuninck    |
| 5                          | Trofeo Laigueglia        | 1.Pro | Juan Ayuso       | UAE Emirates XRG      |
| 19                         | Milán-Turín              | 1.Pro | Isaac del Toro   | UAE Emirates XRG      |
| 19                         | Nokere Koerse            | 1.Pro | Nils Eekhoff     | Picnic PostNL         |
| 20                         | Gran Premio de Denain    | 1.Pro | Matthew Brennan  | Visma \| Lease a Bike |
| 21                         | Bredene Koksijde Classic | 1.Pro | Edward Theuns    | Lidl-Trek             |

### Abril
| UCI ProSeries 2025 - abril |                             |       |                 |                            |
| Fecha                      | Carrera                     | Clase | Ganador         | Equipo                     |
| -------------------------- | --------------------------- | ----- | --------------- | -------------------------- |
| 5                          | Gran Premio Miguel Induráin | 1.Pro | Thibau Nys      | Lidl-Trek                  |
| 7-11                       | Tour de Hainan              | 2.Pro | Kyrylo Tsarenko | Solution Tech-Vini Fantini |
| 9                          | Scheldeprijs                | 1.Pro | Tim Merlier     | Soudal Quick-Step          |
| 18                         | Flecha Brabanzona           | 1.Pro | Remco Evenepoel | Soudal Quick-Step          |
| 21-25                      | Tour de los Alpes           | 2.Pro | Michael Storer  | Tudor                      |
| 27-4                       | Tour de Turquía             | 2.Pro | Wout Poels      | XDS Astana                 |

### Mayo
| UCI ProSeries 2025 - mayo |                          |       |                     |                            |
| Fecha                     | Carrera                  | Clase | Ganador             | Equipo                     |
| ------------------------- | ------------------------ | ----- | ------------------- | -------------------------- |
| 10                        | Gran Premio de Morbihan  | 1.Pro | Benoît Cosnefroy    | Decathlon AG2R La Mondiale |
| 11                        | Tro Bro Leon             | 1.Pro | Bastien Tronchon    | Decathlon AG2R La Mondiale |
| 13                        | Clásica Dunkerque        | 1.Pro | Pascal Ackermann    | Israel-Premier Tech        |
| 14-18                     | Cuatro Días de Dunkerque | 2.Pro | Samuel Watson       | INEOS Grenadiers           |
| 14-18                     | Tour de Hungría          | 2.Pro | Harold Martín López | XDS Astana                 |
| 29-1                      | Boucles de la Mayenne    | 2.Pro | Aaron Gate          | XDS Astana                 |
| 29-1                      | Tour de Noruega          | 2.Pro | Matthew Brennan     | Visma \| Lease a Bike      |

### Junio
| UCI ProSeries 2025 - junio |                          |       |                            |                   |
| Fecha                      | Carrera                  | Clase | Ganador                    | Equipo            |
| -------------------------- | ------------------------ | ----- | -------------------------- | ----------------- |
| 4-8                        | Tour de Eslovenia        | 2.Pro | Anders Halland Johannessen | Uno-X Mobility    |
| 8                          | Brussels Cycling Classic | 1.Pro | Tim Merlier                | Soudal Quick-Step |
| 14                         | Dwars door het Hageland  | 1.Pro | Paul Magnier               | Soudal Quick-Step |
| 18-22                      | Vuelta a Bélgica         | 2.Pro | Filippo Baroncini          | UAE Emirates XRG  |

### Julio
| UCI ProSeries 2025 - julio |                        |       |                 |                     |
| Fecha                      | Carrera                | Clase | Ganador         | Equipo              |
| -------------------------- | ---------------------- | ----- | --------------- | ------------------- |
| 6-13                       | Vuelta al Lago Qinghai | 2.Pro | Henok Mulubrhan | XDS Astana          |
| 26-30                      | Tour de Valonia        | 2.Pro | Corbin Strong   | Israel-Premier Tech |

### Agosto
| UCI ProSeries 2025 - agosto |                        |       |                  |                     |
| Fecha                       | Carrera                | Clase | Ganador          | Equipo              |
| --------------------------- | ---------------------- | ----- | ---------------- | ------------------- |
| 5-9                         | Vuelta a Burgos        | 2.Pro | Isaac del Toro   | UAE Emirates XRG    |
| 7-10                        | Arctic Race de Noruega | 2.Pro | Corbin Strong    | Israel-Premier Tech |
| 12-16                       | Vuelta a Dinamarca     | 2.Pro | Mads Pedersen    | Lidl-Trek           |
| 15                          | Circuito Franco-Belga  | 1.Pro | Jonas Abrahamsen | Uno-X Mobility      |
| 20-24                       | Vuelta a Alemania      | 2.Pro | Bandera de ?     | Bandera de ?        |